# لويس شاوب
لويس شاوب (بالألمانية: Louis Schaub)‏ (29 ديسمبر 1994 فولدا ألمانيا - ) هو لاعب كرة قدم نمساوي، يلعب كلاعب وسط.

## وصلات خارجية
لويس شاوب على موقع الاتحاد الدولي (مؤرشف)  (الإنجليزية)
- لويس شاوب على موقع الاتحاد الأوربي (الإنجليزية)
- لويس شاوب على موقع قاعدة بيانات كرة القدم.إي يو (الإنجليزية)
- لويس شاوب على موقع ناشيونال فوتبول تيمز (الإنجليزية)
- لويس شاوب على موقع Soccerway.com (الإنجليزية)
- لويس شاوب على موقع عالم كرة القدم.نت (الإنجليزية)
- لويس شاوب على موقع AS.com (الإسبانية)